# 잃어버린 소년
잃어버린 소년은  1959년 <화성에 사는 사람들>과 함께 한낙원 작가가 집필 및 신문에 연재한 SF과학소설이다.
<잃어버린 소년>은  해방 이후 최초의 창작과학소설이다.
이 작품은 《연합신문》연재본에 실렸으며, 연재 때 매회 신동헌 화백의 삽화도 함께 실렸었다.

## 같이 보기
- 화성에 사는 사람들
- 금성 탐험대
- 우주 항로
- 별들 최후의 날